# Pioneer Corporation
Pioneer Corporation (jap. パイオニア株式会社 Paionia Kabushiki-kaisha) (TYO: 6773) multinacionalna je korporacija specijalizirana za proizvodnju elektronike iz Japana. Sjedište tvrtke je u Kawasaki, Kanagawa, Japan.
Tvrtka je osnovana 1938. u Tokiju kao servis za popravak radija i zvučnika. Danas je Pioneer poznat po razvoju i proizvodnji napredne tehnologije u industriji potrošačke elektronike.
Pioneer je odigrao važnu ulogu u razvoju interaktivne kabelske TV, laser disc playera, prvog automobilskog CD playera, prvog odvojivog prednjeg auto sterea i sl. Također, tvrtka je zaslužna i za razvoj supertuner tehnologije, DVD i DVD-R medija, plazma zaslona i organskih LED zaslona. Pioneer radi i razvoju i proizvodnji optičkih medija, display tehnologja i softvera.
Od 2007. godine, tvrtka Sharp, ima 14% udjelu u Pioneeru.
12. veljače 2009. Pioneer je priopćio službenu vijest da privremeno planira obustaviti proizvodnju televizora do ožujka 2010. 25. lipnja 2009. Sharp s Pioneerom dogovara zajedničko joint venture ulaganje na području optičkih medija, a zajednički posao nazvan je "Pioneer korporacija za digitalni dizajn i proizvodnju".

## Povijest tvrtke
- 1937.

Nozomu Matsumoto, osnivač Pioneera, razvio je A-8 dinamičke zvučnike.
- Siječanj 1938.

U Tokiju je osnovan servis za popravak radija i zvučnika Fukuin Shokai Denki Seisakusho (preteča Pioneera).
- Svibanj 1947.

Fukuin Denki postaje korporacije.
- Prosinac 1953.

Na tržištu su predstavljeni Hi-Fi PE-8 zvučnici.
- Lipanj 1961.

Ime kompanije promijenjeno je u Pioneer Electronic Corporation (sada Pioneer Corporation).
- Listopad 1961.

Dionice Pioneera počele su kotirati na Tokijskoj burzi (druga sekcija).
- Lipanj 1962.

Predstavljen prvi na Svijetu, odvojivi stereo sustav.
- Ožujak 1966.

Pioneer osniva prodajna predstavništva u SAD-u i Europi.
- Veljača 1968.

Dionice Pioneera počele su kotirati na Tokijskoj burzi (prva sekcija).
- Travanj 1968.

Dionice Pioneera počele su kotirati na Burzi u Osaki.
- Veljača 1969.

Dionice Pioneera počele su kotirati na Amsterdamskoj burzi (Euronext Amsterdam). Američki GAAP započinje s konsolidiranjem financijskih izvješća.
- Studeni 1975.

Predstavljen prvi na Svijetu, automobiliski stereo sustav.
- 1976.

Predstavljeni Hi-Fi zvučnici HPM-100.
- Prosinac 1976.

Dionice Pioneera počele su kotirati na New Yorkškoj burzi (NYSE).
- Prosinac 1977.

U SAD-u predstavljen prvi na Svijetu, dvosmjerni adresabilni CATV sustav (s Warner kablom).
- 1978.

Predstavljen SX-1980 receiver, Pioneerov do danas najsnažniji receiver.
- Veljača 1979.

Predstavljen Laserdisc player za industrijsku upotrebu.
- Lipanj 1980.

U SAD-u predstavljen VP-1000 LD player za kućnu uporabu.
- Listopad 1981.

Predstavljen LD player za kućnu uporabu i 70 LD softver za titlove (za japansko tržište).
- Listopad 1982.

Predstavljen LD Karaoke sustav za poslovnu uporabu.
- Studeni 1982.

Predstavljen CD player.
- Rujan 1984.

Predstavljen prvi na Svijetu, LD player kompatibilan za LD i CD uporabu.
- Listopad 1984.

Predstavljen prvi na Svijetu CD player za automobile.
- Prosinac 1985.

Predstavljen 40 inčni projekcijski monitor.
- Lipanj 1990.

Predstavljen prvi na Svijetu, GPS navigacijski sustav, temeljen na informacijama pohranjenim na CD-u.
- Listopad 1992.

Predstavljen prvi na Svijetu, CD-ROM izmjenjivač s mogućnošću istovremene uporabe četiri CD-a.
- Lipanj 1996.

Tokorozawa Plant dobiva ISO 14001 certifikat.
- Prosinac 1996.

Predstavljen DVD/CD player te prvi na Svijetu, DVD/LD/CD kompatibilni player za kućnu uporabu.
- Svibanj 1997.

Pioneer u Europi započinje s opskrbom digitalne satelitske televizije putem set-top box-ova.
- Lipanj 1997.

Predstavljen prvi na Svijetu, GPS navigacijski sustav, temeljen na informacijama pohranjenim na DVD-u.
- Listopad 1997.

Predstavljen prvi na Svijetu, DVD-R optički medij.
- Studeni 1997.

Predstavljen prvi na Svijetu, automobilsku audio sustav opremljen s OEL-om (diode s organskim osvjetljenjem).
- Prosinac 1997.

Predstavljena prva na Svijetu, HD plazma od 50 inča za korisničku uporabu.
- Lipanj 1998.

Predstavljen prvi na Svijetu, GPS navigacijski sustav, temeljen na informacijama pohranjenim na DVD-u s dvostrukim zapisom (8,5 GB pohranjenih podataka).
- Listopad 1998.

Pioneer mijenja postojeći logo, te uvodi novi.
- Travanj 1999.

Pioneer u SAD-u započinje s opskrbom CATV putem set-top box-ova.
- Prosinac 1999.

Predstavljen prvi na Svijetu, DVD recorder, kompatibilan s DVD-RW formatom.
- Ožujak 2000.

Dionice Tohoku Pioneer počele su kotirati na Tokijskoj burzi (druga edicija).
- Lipanj 2001.

Predstavljen GPS navigacijski sustav, temeljen na informacijama pohranjenim na tvrdom disku.
- Srpanj 2001.

Predstavljen globalni slogan Pioneera - “sound.vision.soul” (eng. zvuk.vizija.duša).
- Studeni 2002.

Predstavljen GPS navigacijski sustav s wireless komunikacijskim modulom.
- Studeni 2002.

Predstavljen DVD recorder s tvrdim diskom.
- Ožujak 2003.

U SAD-u predstavljen CATV s mogućnošću HD televizijskog signala.
- Rujan 2003.

Ukupna prodaja Pioneerovih DVD pržilica za PC, nadilazi 5 miljuna prodanih primjeraka.
- Srpanj 2004.

Predstavljen prvi na Svijetu, DVD player za profesionalnu DJ i VJ uporabu.
- Rujan 2004.

Pioneera preuzima NEC-ovu tvrtku koja se bavi proizvdonjom plazma zaslona. Novoosnovana tvrtka Pioneer Plasma Display Corporation (bivša NEC Plasma Display Corporation) započinje s radom 1. listopada 2004.
- Siječanj 2006.

Ključne osobe Pioneera, Kaneo Ito i Kanya Matsumoto (sin osnivača tvrtke), napuštaju vlastite pozicije, zbog preuzimanja odgovornosti za slabe karakteristike Pioneerovih DVD recordera i plazma TV-ova.
Potpredsjednik tvrtke, Tamihiko Sudo, imenovan je novim predsjednikom, te odlukom upravnog odbora, njegova nova poslovna funkcija stupa na snagu 1. siječnja.
- Prosinac 2006.

Pioneer zatvara svoju tvornicu u Singapuru gdje se proizvodila audio oprema i komponente za automobile.
- Siječanj 2007.

Pioneer predstavlja plazmu debljine 9 mm koja može prikazati, do tada nemoguć, ekstremni kontrast. Ta inovacija ujedno postaje i novitet na području plazma TV-ova.
- Srpanj 2008.

Pioneer razvija Blu-ray Disc s 16-erostrukim zapisom (400 GB pohranjenih podataka).
- Studeni 2009.

Sjedište tvrtke Pioneer premješta se iz Tokija u Kawasaki.

## Pioneer brandovi
- Pioneer - kućna i auto elektronika.
- Pioneer Elite - elektronički proizvodi visoke kvalitete i cijene. "Finiš" većine Pioneer Elite proizvoda vrši tvrtka Urushi.

Pioneer Elite proizvodi uključuju audio-video receivere, Laserdisc playere, CD playere, DVD playere, plazma monitore i TV-ove te projekcijsku televiziju.
Pioneer Elite na tržištu je debitirao s Blu-ray Disc playerom (BDP-HD1) u siječnju 2007. Nakon toga, Pioneer proizvodi PRO-FHD1 plazma zaslon s 1080 piksela.
U ljeto 2007. Pioneer izdaje liniju plazma ekrana Kuro. Tvrtka je tvrdila da njihovi plazma ekrani imju najbolju razinu crne boje u odnosu na bilo koji flat panel ekran, što dovodi do većeg kontrasta i relnije slike.
Riječ kuro na japanskom znači crno.
- Carrozzeria (jedino za japansko tržište) - auto elektronika.
- Pioneer Premier (jedino za sjevernoameričko tržište) - auto elektronika visoke kvalitete.
- TAD - zvučnici visoke kvalitete.
- Pioneer PRO DJ - DJ oprema.

## Poslovanje Pioneera
Na temelju podataka iz 31. ožujka 2007., Pioneer Corporation je ostvarivao sljedeće poslovne rezultate:
- PRIHOD - ▲YEN 797 mljrd.
- PRIHODI IZ REDOVNOG POSLOVANJA - ▲YEN 12.5 milj.
- NETO PRIHODI - ▼YEN 6.7 mljrd.

## Vanjske poveznice
- Pioneer Corporation (Japan)
- Pioneer Europe N.V. (regionalna predstavništva)
- Pioneer Electronics (SAD) Inc.
- Pioneer Corporation (Australija)
- Pioneer Latinska Amerika
- Pioneer Izrael
- Pioneer Rusija
- Hi-Fi muzej
- Baza podataka Pioneerovih komponenti
- Pioneer Cassette Decks  Arhivirana inačica izvorne stranice od 12. rujna 2017. (Wayback Machine)
- Pioneer HiFi Aukcije